# Bourguébus
Bourguébus er en kommune i departementet Calvados i Basse-Normandie regionen i det nordvestlige Frankrig.